# 莱茵-马斯-斯海尔德三角洲

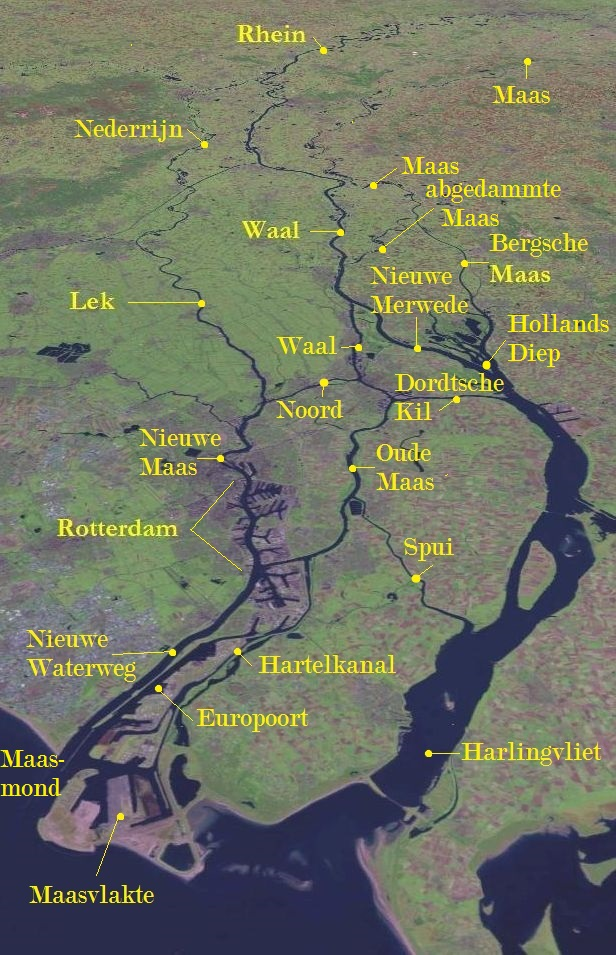
萊茵–马斯三角洲的中北部衛星圖

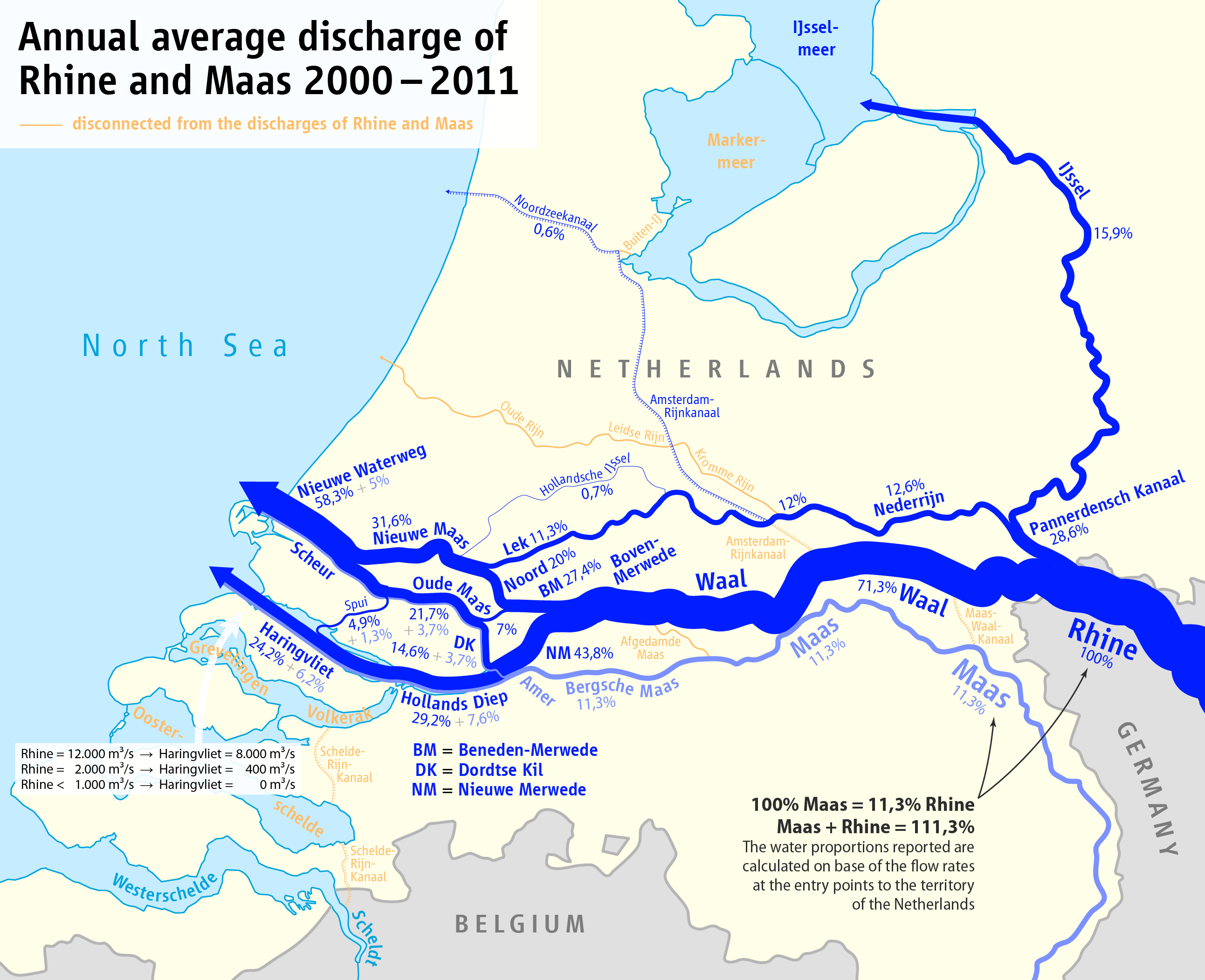
三角洲水系圖

莱茵-马斯-斯海尔德三角洲（荷蘭語：Rijn-Maas-Scheldedelta），歷史上稱赫利纽姆（拉丁語：Helinium），是位於荷兰的一個三角洲，它由萊茵、马斯、斯海尔德三條河流匯流形成。在某些語境下，斯海尔德河三角洲會與萊茵–马斯三角洲分列（如法語：Delta de la Meuse et du Rhin），這是由於該三角洲大量的沙洲和水道以及居民不同的語言所造成的。
由於莱茵河供給了流經這裡的河流的最大水量，該三角洲也常被簡稱為萊茵河三角洲。然而在萊茵河上游注入博登湖時形成的三角洲也以此命名，為了防止混亂附近國家大多使用萊茵–马斯–斯凱爾特三角洲進行稱呼。該三角洲綿延25,347 km2，使其成為了欧洲最大的三角洲。在河流與大西洋沿岸分佈有大量城市，同時有多條運河與廣闊的腹地相聯，使該三角洲成為了歐洲人口最密集、經濟活動最活躍的區域之一。